# Jonah Osabutey
Jonah Osabutey (* 8. Oktober 1998) ist ein ghanaischer Fußballspieler, der zuletzt beim belgischen Verein KV Kortrijk unter Vertrag stand.
Er kam in der Winterpause 2016/17 als Jugendspieler vom ghanaischen Verein Tema Youth FC nach Bremen. Sein erstes Spiel in der A-Junioren-Bundesliga bestritt er am 19. Februar 2017 bei Holstein Kiel. In den folgenden acht Spielen erzielte er acht Tore und trug so zum Klassenerhalt der Mannschaft bei. Beim letzten Saisonspiel von Bremens U23 in der 3. Liga wurde Osabutey im Spiel gegen den VfR Aalen in der 80. Minute beim Stand von 0:0 eingewechselt, als Bremen noch ein Tor zum Klassenerhalt benötigte, das dann der ebenfalls eingewechselte Dominic Volkmer erzielte. Zur Saison 2017/18 rückte er in den Drittligakader auf. Vor Saisonbeginn verletzte er sich am Knie und fiel die ganze Hinserie aus. Nachdem er sich Anfang 2018 im Trainingslager eine Verletzung am Innenband zuzog, musste er erneut pausieren. Am 29. April 2018 wurde er im Auswärtsspiel bei Rot-Weiß Erfurt in der 77. Minute eingewechselt und erzielte den Treffer zur zwischenzeitlichen 2:0-Führung für Werder.
Für die Saison 2019/20 wurde Osabutey mit anschließender Kaufoption an den belgischen Erstligisten Royal Excel Mouscron ausgeliehen. Dort kam er bis zum Saisonabbruch aufgrund der COVID-19-Pandemie in 22 von 29 möglichen Spielen zum Einsatz (19-mal von Beginn) und erzielte dabei 5 Tore.
Zur Saison 2020/21 kehrte Osabutey zunächst zur zweiten Mannschaft von Werder Bremen zurück. Anfang September 2020 wurde er für die Saison wieder nach Belgien, diesmal an den Aufsteiger in die Division 1A Oud-Heverlee Löwen, mit anschließender Kaufoption ausgeliehen. Aufgrund einer Leistenverletzung kam er zu keinem Einsatz für Löwen.
Da die Kaufoption nicht ausgeübt wurde, kehrte er zur neuen Saison 2021/22 zunächst in den Kader von Werder Bremen zurück. Ohne dass er ein Spiel für Bremen bestritten hatte, wechselte er Ende August 2021 unmittelbar vor Ende des Transferfenster fest zurück nach Belgien, wieder in die Division 1A, diesmal aber zum KV Kortrijk, bei dem er einen Vertrag mit einer Laufzeit von zwei Jahren mit der Optin der Verlängerung um ein weiteres Jahr unterschrieb. Verletzungsbedingt bestritt er bis zum Ende der Saison 2022/23 kein Spiel für Kortrijk.